# 419年
| 千纪： | 1千纪 |
| 世纪： | 4世纪 \| 5世纪 \| 6世纪 |
| 年代： | 380年代 \| 390年代 \| 400年代 \| 410年代 \| 420年代 \| 430年代 \| 440年代                                                  |
| 年份： | 414年 \| 415年 \| 416年 \| 417年 \| 418年 \| 419年 \| 420年 \| 421年 \| 422年 \| 423年 \| 424年                            |
| 纪年： | 己未年（羊年）；东晋元熙元年；北魏泰常四年；北凉玄始八年；西涼嘉兴三年；北燕太平十一年；夏昌武二年，真興元年；西秦永康八年 |

## 大事记
- 晉安帝在劉裕授意下被中書侍郎王韶之殺害，其弟司馬德文被擁立晉恭帝。
- 劉裕進爵為宋王，年末又獲加皇帝規格的的十二旒冕、天子旌旗等一系列特殊禮待。
- 分南海郡，立新會郡。
- 赫連勃勃於長安置南臺，留太子赫連璝留守。不久回師，因統萬宮殿完工而刻石於城南。

## 逝世
- 1月28日——晉安帝司馬德宗，东晋的第十位皇帝。晋孝武帝司马曜的长子。